# Oberwiesenfeld
Oberwiesenfeld – stacja metra w Monachium, na linii U3. Stacja została otwarta 28 października 2007.